# Флоренс Фуллер
Флоренс Ада Фуллер (англ. Florence Fuller; 1867, Порт-Елізабет — 17 липня 1946, Глейдсвілл) — австралійська художниця південноафриканського походження. Народившись у Порт-Елізабеті, Фуллер у дитинстві емігрувала в Мельбурн разом зі своєю родиною. Там вона навчалася живопису у свого дядька, Роберта Хокера Даулінга, і викладача Джейн Сазерленд, а також брала уроки в художній школі при Національній галереї Вікторії, ставши професійною художницею наприкінці 1880-х років. 1892 року вона покинула Австралію, вирушивши спочатку в Південну Африку, де зустрілася з Сесілем Родсом і написала його портрет, а потім в Європу. Вона жила і навчалася там протягом наступного десятиліття, не рахуючи короткострокового повернення в Південну Африку в 1899 році, щоб намалювати портрет Родса. Між 1895 і 1904 роками її роботи виставляли у паризькому Салоні та лондонській Королівській академії мистецтв.
У 1904 році Фуллер повернулася до Австралії, жила в Перті. Вона стала активним членом Теософського товариства і в цей період часу створила найвідоміші свої полотна, в тому числі «A Golden Hour», який Національна галерея Австралії назвала «шедевром», коли придбала цю картину 2013 року. Починаючи з 1908 року, Фуллер багато подорожувала, жила в Індії та Англії, перш ніж зрештою оселитися в Сіднеї. Там вона стала першим викладачем ескізу в Школі образотворчих і прикладних мистецтв, створеній 1920 року товариством жінок-митців Нового Південного Уельсу. Вона померла в 1946 році.
Роботи в розділі як портрета, так і пейзажу, які високо оцінили ще за її життя, до 1914 року виставляли у чотирьох державних галереях — трьох в Австралії і одній в Південній Африці. Це більше, ніж у будь-якої іншої австралійської мисткині у той час. Згодом її творчість забули, а відомості про неї часто були відсутні навіть у довідкових роботах з австралійських художників. Її картини перебувають нині в кількох державних художніх колекціях, зокрема у Картинній галереї Південної Австралії, в Художній галереї Західної Австралії, в Національній галереї Австралії, Національній галереї Вікторії і Австралійській Національній портретній галереї.